# Sequin
Pour la perle en forme de disque utilisée à des fins décoratives, voir Sequin (mode).
Le sequin (en vénitien : zecchino prononcé : [dzekˈkiːno]) désigne une pièce d'or d'un poids de 3,545 g (à 986 millièmes) utilisée principalement dans les territoires de la république de Venise (Serenìsima repùblica de Venessia), et qui circula partout le long des grands axes commerciaux entre le XIIIe siècle et la fin du XVIIIe siècle comme monnaie de transactions.
Il a d'abord été appelé ducato d'oro della Zecca en référence à une pièce antérieure frappée en argent. De très nombreuses pièces avaient pris le nom de « ducat » dans cette partie de l'Europe et continueront de s'appeler ainsi jusqu'au début du XXe siècle, entraînant parfois des confusions. 
Le poids et type du sequin en fait l'équivalent du florin d'or frappé originellement à Florence.

## Histoire

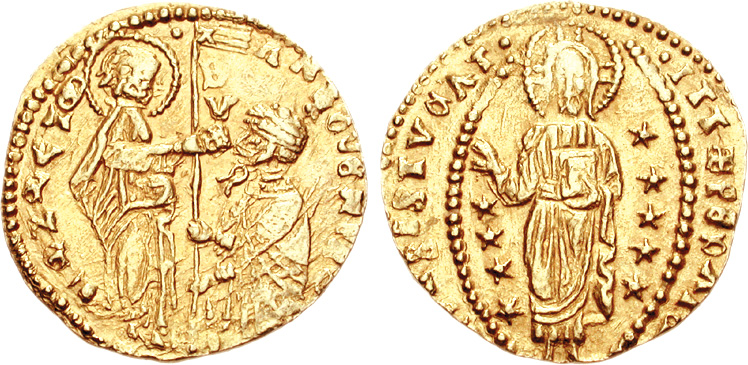
Sequin frappé à Venise au nom du doge Antonio Venier (1382-1400).

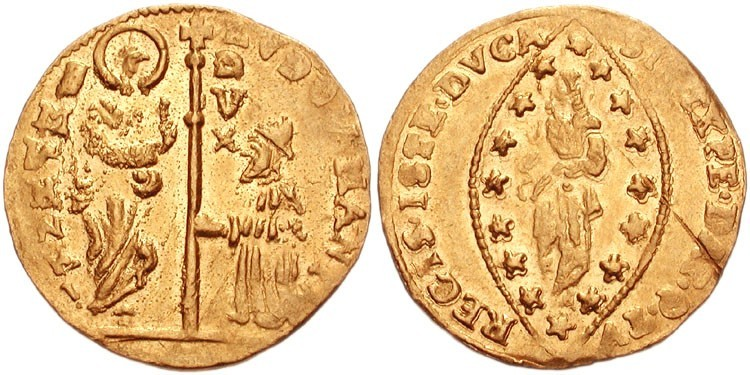
Sequin frappé à Venise au nom du dernier doge Ludovico Manin (1789-1797), type et poids inchangés.

C'est la république de Gênes qui inaugure ce genre de monnaie pesant 3,50 g d'or avec le genovino d'oro en 1252, puis Pise, suivi en 1253 par le fiorino d'oro de la république de Florence à la fleur de lys. Ces monnaies ont environ 20 mm de diamètre. 
Le premier sequin est frappé par la république de Venise à la suite du décret de la Quarantie du 31 octobre 1284, sous Giovanni Dandolo, et prend d'abord le nom de ducato d'oro della Zecca en référence à une monnaie d'argent antérieure émise sous l'autorité du « dogat » (là où le doge de Venise exerce son pouvoir), monnaie d'argent que l'on trouvait partout où territorialement, s'entendait le concept politique de duché, et où figure le mot « dux » sur l'instrument monétaire. Le ducat d'or vénitien contenait 3,545 grammes de 99,47 % d’or fin, la plus grande pureté que la métallurgie médiévale des métaux précieux pouvait produire à l’époque, et donc un peu plus que ses consœurs italiennes, soit 24 carats.
Est chargé de son émission, l'hôtel de la Monnaie de la cité, la Zecca de Venise, d'où le nom qui va très vite s'imposer, dès la fin du XIVe siècle, ducato d'oro della Zecca, devenu le zecchino — francisé ici en « essequin » (à Tournai en 1400), puis « sequin » (Paris, 1532) —, grâce à une institution qui les frappera à l'identique — avec une variation de poids de -/+ 0,05 g — jusqu'à la fin de la Sérénissime, soit pendant plus de 500 ans, ce qui en fait l'une des pièces possédant la plus grande longévité. Son excellent aloi, la constance de son poids, et la puissance commerciale maritime et financière de Venise expliquent sans doute sa notoriété. Entre 1365 et 1415, la Zecca avait fabriqué plus de 11 millions de sequins d'or.
En 1455, le gouvernement de Venise fixe les divisions du ducat à 124 soldi, 20 soldi faisant une lire (1 ducat = 6 lires et 4 soldi), valeurs qui seront en usage durant le XVIe siècle. Entre 1628 et 1748, est frappée l'osella en argent, pesant 9,6 g en moyenne, et valant 78 soldi.  
Toujours au XVIe siècle, à Venise, un maitre-maçon ou un maitre d'école pouvait gagner de 50 à 100 ducats par an ; les grands professeurs (droit, médecine), secrétaires et administrateurs de Venise, jusqu'à 200 ducats et plus ; les princes, nobles, et riches marchands disposaient d'un revenu annuel de plusieurs milliers de ducats.
Sous Paolo Renier (avant 1789), est frappée une pièce de 50 sequins, sans doute la plus grosse jamais produite à Venise, d'un poids d'or de 174,7 g à 998 millièmes.
Elle ne sera démonétisée qu'en 1870, par le royaume d'Italie, bien après la chute du dogat en 1797 sous Ludovico Manin, qui fit frapper des sequins à son nom.

## Des motifs inchangés
L'apparence ou type de cette pièce reste peu ou prou la même durant plusieurs siècles.
Sur l'avers de la pièce, figure saint Marc, patron de la cité, qui remet au doge de Venise agenouillé l'étendard chargé de la croix : c'est ici qu'est inscrit le nom du doge (DUX...) et le nom du saint et de la cité (S[anctus] M[arcus] VENET [i].). 
Sur le revers, figure le Christ en majesté tenant les évangiles entouré d'un halo de forme ovale constitué de neuf étoiles, forme appelée l'amande (mandorla) par les marins-marchands, entourée de l'inscription en latin abrégé ici traduite en Sit tibi, Christe, datus[,?] quem tu regis iste ducatus (« Que ce duché que tu gouvernes te soit consacré, Ô Christ »). 
Le dux de l'avers et le ducatus de la devise au revers, sont des mentions déjà présentes sur les monnaies d'argent vénitiennes antérieures.

## Un vecteur de puissance

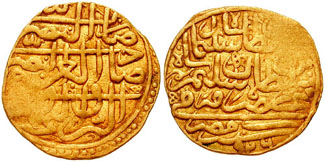
« Sequin de Turquie » au nom de Soliman le Magnifique (vers 1520).

À Venise, la décision de frapper une monnaie d'or initiée par Gênes, Pise et Florence ne se produit que trente ans plus tard, probablement parce que grâce à son commerce extérieur, la société vénitienne ne manquait pas de numéraire et disposait des instruments de paiement ayant cours avec les marchands du Moyen-Orient et de l'Asie, là où étaient ses partenaires privilégiés : en arabe vernaculaire, sekke désigne la pièce de monnaie, il est possible que la Monnaie de Venise se soit appelée ainsi en référence à ce mot arabe. Au XVIe siècle, la Sublime Porte frappe un sekke d'or de même poids. Par ailleurs, toutes ces pièces d'or ont une même origine : on peut y voir l'influence des monnaies byzantines qui régnèrent sur l'espace méditerranéen plusieurs siècles après la chute de l'Empire romain — circulent le solidus d'or initié sous Justinien II, puis le besant ou hyperpyron, qui initialement pèse 4,5 g d'or. C'est par ailleurs en attaquant les territoires gérés par Venise que Byzance entraîne en 1282 une désaffection fiduciaire vis-à-vis de l'hyperpyron. Le sequin est une création à la fois commerciale et politique.
À Venise même, à partir du XIe siècle, seul l'argent circulait sous la forme grosso modo de soldi. Mais l'or reste l'instrument destiné aux transactions internationales avec l'Orient, marchandises que Venise revend aux gens du nord de l'Europe. Ce qui se produit en Europe à la fin du XIIIe siècle c'est l'effondrement du cours de l'argent contre l'or, du fait d'un arrivage massif d'argent métal des mines situées en Bohême. Ce déséquilibre explique aussi pourquoi Venise s'inscrit dans une gouvernance monétaire alignée sur l'or, dans la logique de la loi de Gresham. L'argent métal abondant de l'ouest cherche à acheter tout l'or métal de l'est : Venise est entre les deux. Au cours du XVe siècle, le cours est stable, il faut 124 soldi pour un sequin.
En 1543, alors que l'or métal du Nouveau Monde déferle sur l'Europe, la Zecca lance une grosse pièce d'argent de 23,4 g à 826/1000 appelée ducato : il s'agit du ducat d'argent, inspiré du thaler, qui lui, était l'unité de compte et de transaction à l'intérieur du Saint-Empire. Venise espère ainsi contrer la toute puissance du thaler lors de ses transactions avec le nord de l'Europe. 
La Zecca frappe de nombreux multiples et sous-multiples du sequin : des modules de 0,25, 0,50, 2, 3, 4, 6, 10, 12, 15, 18 et 20 sequins sont ainsi fabriqués. Cette dernière pièce, exposée au musée Correr, datée de 1646, équivaut à 70 g d'or proche du 24 carats, ce qui en fait l'une des plus grosses pièces d'or jamais produites.
Vers 1770, à Paris, le sequin cote 22 livres sur la place, tandis que le ducat d'argent en vaut 8 : il faut donc un peu moins de 3 ducats d'argent pour un sequin à cette époque. Ce déséquilibre doit être replacé dans son contexte économique : la livre française connaît avant les reformations des années 1780 une profonde décote ; d'autre part, le titrage des monnaies vénitiennes en or étant élevé, leurs cotes constituent une prime ; enfin il était impossible à Venise, comme aux autres places, de maintenir un rapport constant or/argent au change. 
Le sequin survivra aux aléas de l'histoire de la République et même à sa fin, en 1797, puisqu'il continuera d'être frappé sur place par les autorités autrichiennes jusqu'en 1823, l'aigle impérial à double-tête se substituant aux vieux motifs évangéliques et dogastiques inscrits depuis le XIIIe siècle.

## Autres émetteurs
Les États pontificaux frappent des sequins d'or à Rome, entre Alexandre VIII et Benoît XIV. Appelés scudo d'or, il pèse exactement le même poids de métal et valent 2 scudi ou 200 baiocchi.